# Empis obscura
Empis obscura är en tvåvingeart som beskrevs av Macquart 1827. Empis obscura ingår i släktet Empis och familjen dansflugor.
Artens utbredningsområde är Frankrike. Inga underarter finns listade i Catalogue of Life.